# Dubrowka (Kaliningrad, Slawsk)
Dubrowka (russisch Дубровка, deutsch Spannegeln, litauisch Spanėgai, auch: Spanėgėliai) ist ein Ort in der russischen Oblast Kaliningrad. Er gehört zur kommunalen Selbstverwaltungseinheit Stadtkreis Slawsk im Rajon Slawsk. Das ehemalige Spannegeln ist allerdings verlassen. Das heutige Dubrowka besteht allem Anschein nach aus zwei Wohnplätzen im Bereich des ehemaligen Lankeningken/Langenheim (zwei Kilometer nördlich von Spannegeln) und des ehemaligen Treinlauken/Kreuzberg (zwei Kilometer südlich von Spannegeln).

## Geographische Lage
Dubrowka liegt etwa 25 Kilometer südlich der Rajonstadt Slawsk (Heinrichswalde) und ist von der Föderalstraße A216 (ehemalige deutsche Reichsstraße 138, heute auch Europastraße 77) von Sowetskoje (Korehlen) über Nebenstraßen zu erreichen. Eine Bahnanbindung besteht nicht.

## Geschichte
Spannegeln, ein kleines Dorf, zu dem noch ein Gut gehörte, wurde am 9. April 1874 Amtssitz und damit namensgebend für einen neu errichteten Amtsbezirk, der bis 1945 bestand und zum Kreis Labiau im Regierungsbezirk Königsberg der preußischen Provinz Ostpreußen gehörte.
Im Jahre 1910 waren in Spannegeln 212 Einwohner registriert. Ihre Zahl stieg bis 1933 auf 252 und belief sich 1939 noch auf 214.
In Kriegsfolge kam Spannegeln 1945 mit dem nördlichen Ostpreußen zur Sowjetunion. Der Ort erhielt im Jahr 1947 die russische Bezeichnung „Dubrowka“ und wurde gleichzeitig dem Dorfsowjet Kalinowski selski Sowet im Rajon Bolschakowo zugeordnet. Einbezogen in Dubrowka wurden auch die um Spannegeln herum liegenden Orte Lankeningken/Langenheim, Paringen/Paaringen, Treinlauken/Kreuzberg und Wittgirren/Weißenbruch (soweit noch vorhanden). Später gelangte Dubrowka in den Bolschakowski selski Sowet. Seit 1963 gehört der Ort zum Rajon Slawsk. Um 1980 wechselte Dubrowka in den Wyssokowski selski Sowet. Von 2008 bis 2015 gehörte der Ort zur Landgemeinde Bolschakowskoje selskoje posselenije und seither zum Stadtkreis Slawsk. Um 2018 wurden im ehemaligen Spannegeln die letzten Gebäude abgetragen.

### Amtsbezirk Spannegeln (1874–1945)
Zum Amtsbezirk Spannegeln gehörten anfangs 16 Kommunen, am Ende waren es aufgrund der verschiedenen Strukturmaßnahmen nur noch sechs:
| Name                             | Änderungsname 1938 bis 1946 | Russischer Name | Bemerkungen                                                 |
| -------------------------------- | --------------------------- | --------------- | ----------------------------------------------------------- |
| Auxkallen                        | ab 1936: Ackerhof           |                 | 1938 nach Kallweninken eingegliedert                        |
| Beszarwen, 1936–1938: Bescharwen | Scharhöfen                  |                 | 1938 nach Kallweninken eingegliedert                        |
| Bielauken                        | Bielken                     |                 | 1939 nach Berghöfen eingegliedert                           |
| Budwallen                        | Budewald                    |                 | 1928 nach Wilkowischken eingegliedert                       |
| Kallweninken (M)                 | Hügelort                    |                 | 1893 in die neue Landgemeinde Kallweninken eingegliedert    |
| Kallweninken (Sp)                | Hügelort                    |                 | 1893 in die neue Landgemeinde Kallweninken eingegliedert    |
| Lankeninken (M)                  | Langenheim                  |                 | 1893 in die neue Landgemeinde Lankeninken eingegliedert     |
| Lankeninken (Sp)                 | Langenheim                  |                 | 1893 in die neue Landgemeinde Lankeninken eingegliedert     |
| Lindenberger Wald                |                             |                 | 1907 bis 1911 nach Piplin (Amtsbezirk Piplin) eingegliedert |
| Packalwen                        | Berghöfen                   |                 |                                                             |
| Paringen                         | Paaringen                   |                 |                                                             |
| Spannegeln (Landgemeinde)        |                             | Dubrowka        |                                                             |
| Spannegeln (Gutsbezirk)          |                             | Dubrowka        | 1928 in die Landgemeinde Spannegeln eingegliedert           |
| Treinlauken                      | Kreuzberg                   |                 | 1939 nach Weißenbruch eingegliedert                         |
| Wilkowischken                    | Wolfshof                    |                 | 1939 nach Weißenbruch eingegliedert                         |
| Wittgirren                       | Weißenbruch                 |                 |                                                             |

Am 1. Januar 1945 bestanden nur noch die Gemeinden Berghöfen, Hügelort, Langenheim, Paaringen, Spannegeln und Weißenbruch.

## Kirche
Die Bevölkerung Spannegelns war bis 1945 fast ausnahmslos evangelischer Konfession und somit in das Kirchspiel der Kirche Popelken (1938 bis 1946: Markthausen, heute Wyssokoje) eingepfarrt. Sie gehörte zum Kirchenkreis Labiau innerhalb der Kirchenprovinz Ostpreußen der Kirche der Altpreußischen Union. Heute liegt Dubrowka im Einzugsbereich der neu entstandenen evangelisch-lutherischen Gemeinde in Bolschakowo, einer Filialgemeinde in der Kirchenregion der Salzburger Kirche in Gussew (Gumbinnen) innerhalb der Propstei Kaliningrad (Königsberg) der Evangelisch-lutherischen Kirche Europäisches Russland.

## Ordensburg Treinlauken
Im Ort Treinlauken bestand ursprünglich eine Burg des Deutschen Ordens.

## Persönlichkeiten
- Leberecht Arendt (1837–1910), Mitglied des Deutschen Reichstages, ab 1884 Königlicher Domänenpächter und Oberamtmann, ab 1889 Amtsvorsteher in Spannegeln
- Julius Skalweit (1841–1891), war ein deutscher Architekt und Baubeamter.[9]